# Arabska Akademia Nauk Ścisłych, Technologii i Transportu Morskiego
Arabska Akademia Nauk Ścisłych, Technologii i Transportu Morskiego – uniwersytet regionalny prowadzony przez Ligę Arabską, który prowadzi programy z zakresu transportu morskiego, biznesu i inżynierii.

## Arabska Akademia Nauk Ścisłych i Technologii
Nazwa AASTMT pochodzi od nazwy Arabskiej Akademii Nauk Ścisłych i Technologii: „Uczelnia specjalizująca się w transporcie morskim”, a jej certyfikaty zostały zrównane z certyfikatami przyznawanymi przez egipskie uniwersytety.

## Arabska Akademia Nauk Ścisłych, Technologii i Transportu Morskiego (AASTMT)
Przez pięć lat (od 1991 do 1996) usługi edukacyjne i szkolenia morskie były finansowane przez egipskie Ministerstwo Transportu. W konsekwencji, w 1992 roku AASTMT otrzymał w ramach darowizny od rządu japońskiego najnowocześniejszy statek szkoleniowy „Aida 4”.
W 1994 roku Arabska Akademia Nauk Ścisłych, Technologii i Transportu Morskiego otrzymała od administracji USA najnowocześniejszy symulator na świecie (ukończony w dwóch fazach). Kontynuowana współpraca z amerykańskim odpowiednikiem przyczyniła się do powstania centrum zaawansowanych technologii. Stypendia przekroczyły 120 000 studentów z 58 krajów.
Bank Światowy wybrał AASTMT spośród czterech międzynarodowych organizacji reprezentujących norweską grupę szwedzką, grupę węgierską i grupę duńską w celu rozwoju edukacji morskiej w Bangladeszu w drodze przetargu ograniczonego. Propozycja Arabska Akademia Nauk Ścisłych, Technologii i Transportu Morskiego została wybrana jako najlepsza pod względem technicznym i finansowym do realizacji projektu.
W październiku 1996 r. Zmieniono nazwę z: „Arabskiej Akademii Nauk Ścisłych i Technologii: Uniwersytet specjalizujący się w transporcie morskim”. do „Arabskiej Akademii Nauk Ścisłych, Technologii i Transportu Morskiego” (AASTMT).

## Certyfikaty
Arabska Akademia Nauk Ścisłych, Technologii i Transportu Morskiego uzyskała zgodę egipskiej Najwyższej Rady Uniwersytetów na rozważenie posiadaczy drugiego oficera High Seas kwalifikujących się do afiliacji z dowolnym egipskim uniwersytetem lub jakąkolwiek czteroletnią instytucją szkolnictwa wyższego, do której student może dołączyć po ukończeniu szkoły średniej.
AASTMT ma elastyczność w procesie przenoszenia oficerów morskich ze studiów zawodowych na takie, które pozwalają im uzyskać tytuł licencjata w dziedzinie techniki nawigacji morskiej. Wynika to z zastosowania amerykańskiego systemu godzin kredytowych. Aby pokazać wagę tego osiągnięcia, posiadacz dyplomu kapitana na pełnym morzu, wysyłany do Wielkiej Brytanii w celu uzyskania tytułu licencjata, musiał rozpoczynać studia od nowa niezależnie od wcześniejszych studiów. Jednak ze względu na elastyczność obecnego systemu, które stosuje Arabska Akademia Nauk Ścisłych, Technologii i Transportu Morskiego, otworzyła ona swoim funkcjonariuszom drzwi do uzyskania tytułu licencjata oraz świadectwa kwalifikacyjnego w ciągu czterech lat.
Raport przygotowany przez Japońskie Stowarzyszenie Współpracy Transportowej w marcu 1997 r. Mówi o postępie AASTMT i elastyczności, z jaką przestawiono się na naukę i technologię, a następnie na naukę, technologię i transport morski. Arabska Akademia Nauk Ścisłych, Technologii i Transportu Morskiego nadała swoim certyfikatom równoważność z certyfikatami przyznanymi przez egipskie uniwersytety w dziedzinie inżynierii i zarządzania.

## Usługi i zajęcia studenckie
Usługi obejmują akademiki, hostele i restauracje. Schronisko dla dziewcząt może pomieścić do 100 osób.
Poza wycieczkami i zajęciami sportowymi, Dział Kultury organizuje seminaria i wykłady. Uczniowie organizują coroczny Dzień Rodziców.

## Programy pomocy społecznej i ustawiczna edukacja
AASTMT oferuje programy edukacyjne służące społeczności Aleksandrii. Programy zwiększają umiejętności uczniów w zakresie języka, obsługi komputera, pracy sekretarskiej, rezerwacji biletów lotniczych, marketingu i zarządzania.
Programy rozpoczynają się co trzy miesiące i trwają przez cały rok. Przeprowadzane są w siedzibie Arabska Akademia Nauk Ścisłych, Technologii i Transportu Morskiego w Miami, Sidi Bishr i centrum miasta. Programy oferowane są według wieczornego harmonogramu. Kursy są czasami przeznaczone dla grup pracowników firmy lub organizacji. Szacunkowa liczba osób korzystających z tych programów w ciągu całego roku waha się od 15 000 do 20 000 Aleksandryjczyków. Istnieją kursy letnie dla dzieci, z których korzysta około 5000 dzieci.

## Uczelnie
- Transport morski i technologia
- Archeologia i dziedzictwo kulturowe
- Technologia inżynieryjna
- Zarządzanie i technologia
- Komputery i technologie informacyjne
- Absolwent Szkoły Biznesu
- Transport międzynarodowy i logistyka
- Język i komunikacja
- Technologia rybołówstwa i akwakultura
- Kolegium Farmaceutyczne
- Kolegium Prawa
- Kolegium Medycyny Stomatologicznej
- Kolegium Sztucznej Inteligencji

## Instytuty
- Instytut Bezpieczeństwa Morskiego w Aleksandrii.
- Instytut Produktywności i Jakości w Aleksandrii.
- Instytut Techniczno-Zawodowy w Aleksandrii.
- Instytut Transportu Międzynarodowego i Logistyki w Aleksandrii i Kairze.
- Instytut Szkolenia Portowego w Aleksandrii i Port Saidzie.
- Instytut Językowy w Aleksandrii i Kairze.
- Instytut Inwestycji i Finansów  w Aleksandrii.
- Arabski Instytut Handlu i Giełdy Towarowej w Aleksandrii.
- Studia Modernizacji Morskiej w Aleksandrii.

## Centra
- Centrum Wydawnicze Akademii
- Centrum marketingu strategicznego i przedsiębiorczości
- Centrum Usług Przemysłowych w Aleksandrii.
- Centrum Hoteli morskich w Aleksandrii.
- Centrum Informacji i Dokumentacji w Aleksandrii.
- Centrum Multimedialnew Aleksandrii.
- Regionalne Centrum Informatyczne w Aleksandrii.
- Centrum usług komputerowych w Aleksandrii.
- Centrum Danych i Sieci Komputerowych w Aleksandrii.
- Centrum Badań i Konsultacji w Aleksandrii i Portsaidzie.
- Centrum rozwoju biznesu w Aleksandrii.
- Regionalne Centrum Ograniczania Ryzyka Katastrof w Aleksandrii.
- Arabskie Centrum Transportu w Aleksandrii.
- Arabskie Centrum Mediów w Aleksandrii.
- Odnowienie certyfikatów morskich.
- Międzynarodowe Forum Transportu Morskiego.

## Dekanaty
- Międzynarodowe Programy Edukacyjne Deanery.
- Usługi społeczne i Kształcenia Ustawicznego w Aleksandrii.
- Dziekanat Studiów Podyplomowych w Aleksandrii.
- Dziekanat spraw studenckich Aleksandrii.
- Dziekanat sportu w Aleksandrii.

## Kompleksy
- Kompleks symulacji w Aleksandrii i Portsaidzie.
- Międzynarodowa Organizacja Morska w Aleksandrii.

## Kampusy
- Alexandria (siedziba główna). aast.edu. [zarchiwizowane z tego adresu (2011-12-14)]..
- Kair.
- PortaSaid.
- Asuan
- Smart Village
- Alamein

Za granicą: 
- Lattakia, Syria
- Chur Fakkan, Shardża, Zjednoczone Emiraty Arabskie

Powstające oddziały: 
- Jemen
- Sudan